# روبرت غريغ
روبرت غريغ (بالإنجليزية: Robert Greig)‏ مواليد 27 ديسمبر 1879 في ملبورن - الوفاة 27 يونيو 1958 في لوس أنجلوس، هو ممثل أمريكي بدأ مسيرته الفنية سنة 1928. شارك في قرابة 100 فيلم.

## الأعمال
- البؤساء
- زيجفيلد العظيم
- سمول تاون غيرل
- مغامرات ماركو بولو
- لص بغداد
- حياتي مع كارولين
- صورة دوريان غراي

## روابط خارجية
- روبرت غريغ على موقع IMDb (الإنجليزية)
- روبرت غريغ على موقع ألو سيني (الفرنسية)
- روبرت غريغ على موقع تيرنر كلاسيك موفيز (الإنجليزية)
- روبرت غريغ على موقع أول موفي (الإنجليزية)
- روبرت غريغ على موقع قاعدة بيانات برودواي على الإنترنت (الإنجليزية)
- روبرت غريغ على موقع قاعدة بيانات الأفلام السويدية (السويدية)
- روبرت غريغ على موقع إن إن دي بي (الإنجليزية)
- روبرت غريغ على موقع قاعدة بيانات الفيلم (الإنجليزية)
- روبرت غريغ على موقع كينوبويسك (الروسية)